# 진동면 (파주시)
진동면(津東面)은 경기도 파주시의 면으로, 면적은 43.16㎢이다. 본래 장단군에 속했으나, 현재는 파주시에 편입된 옛 장단군 지역과 함께 파주시 장단면 행정복지센터에서 관할한다. 임진강 나루의 동쪽에 있어서 진동면이라고 한다.

## 행정 구역
| 법정리 | 한자명 | 행정리 | 비고           |
| ------ | ------ | ------ | -------------- |
| 동파리 | 東坡里 | 동파리 |                |
| 서곡리 | 瑞谷里 | -      | 거주 인구 없음 |
| 용산리 | 龍山里 | -      | 거주 인구 없음 |
| 초리   | 哨里   | -      | 거주 인구 없음 |
| 하포리 | 下浦里 | -      | 거주 인구 없음 |

## 문화재
- 허준묘 - 경기도 기념물 제128호

## 관광
동파리의 민통선 내 마을인 해마루촌에서 DMZ관광을 진행한다. 동파리의 마애사에는 경기도 유형문화재가 몇개 있다.